# Сент-Аньян-ле-Малерб
Сент-Анья́н-ле-Мале́рб (фр. Saint-Agnan-le-Malherbe) — коммуна во Франции, находится в регионе Нижняя Нормандия. Департамент коммуны — Кальвадос. Входит в состав кантона Вилле-Бокаж. Округ коммуны — Кан.
Код INSEE коммуны — 14553.

## Население
Население коммуны на 2010 год составляло 119 человек.
| 1962 | 1968 | 1975 | 1982 | 1990 | 1999 | 2010 |
| ---- | ---- | ---- | ---- | ---- | ---- | ---- |
| 109  | 121  | 107  | 99   | 102  | 95   | 119  |

## Экономика
В 2010 году среди 78 человек трудоспособного возраста (15—64 лет) 63 были экономически активными, 15 — неактивными (показатель активности — 80,8 %, в 1999 году было 67,9 %). Из 63 активных жителей работали 58 человек (35 мужчин и 23 женщины), безработных было 5 (1 мужчина и 4 женщины). Среди 15 неактивных 5 человек были учениками или студентами, 2 — пенсионерами, 8 были неактивными по другим причинам.